# Kąkole
Kąkole (biał. Кукалі; ros. Куколи) – wieś na Białorusi, w obwodzie grodzieńskim, w rejonie grodzieńskim, w sielsowiecie Putryszki, nad Niemnem. Sąsiaduje z Grodnem.
Dawniej uroczysko. W dwudziestoleciu międzywojennym ówczesny zaścianek leżał w Polsce, w województwie białostockim, w powiecie grodzieńskim, w gminie Hoża.
Według Powszechnego Spisu Ludności z 1921 roku zaścianek zamieszkiwało 56 osób, 43 było wyznania rzymskokatolickiego, 1 prawosławnego a 12 staroobrzędowego. Wszyscy mieszkańcy zadeklarowali polską przynależność narodową. Było tu 9 budynków mieszkalnych.
Miejscowość należała do parafii Narodzenia Najświętszej Marii Panny w Balli Kościelnej.
Kąkole podlegały pod Sąd Grodzki i Okręgowy w Grodnie, najbliższy urząd pocztowy mieścił się w Hoży.